# NXT North American Championship
Het NXT North American Championship is een professioneel worstelkampioenschap dat gecreëerd werd en eigendom is van de Amerikaanse worstelorganisatie WWE op hun NXT brand. Het is een van de drie secundaire kampioenschappen in WWE, samen met het United States Championship op Raw en het Intercontinental Championship op SmackDown.
De titel onderscheidt zich van het WWF North American Heavyweight Championship, omdat het niet de afstamming draagt van de vroegere titel, die werd betwist van 1979 tot 1980.

## Geschiedenis
Tijdens de opnames van NXT op 7 maart 2018, kondigde NXT General Manager, William Regal, aan dat er ladder match komt bij het evenement NXT TakeOver: New Orleans om de inaugurele NXT North American Champion te bekronen. Later werd er onthuld dat EC3, Killian Dain, Adam Cole, Ricochet, Lars Sullivan en Velveteen Dream de deelnemers waren voor de wedstrijd. Adam Cole won en bekwam inaugurele NXT North American Champion.

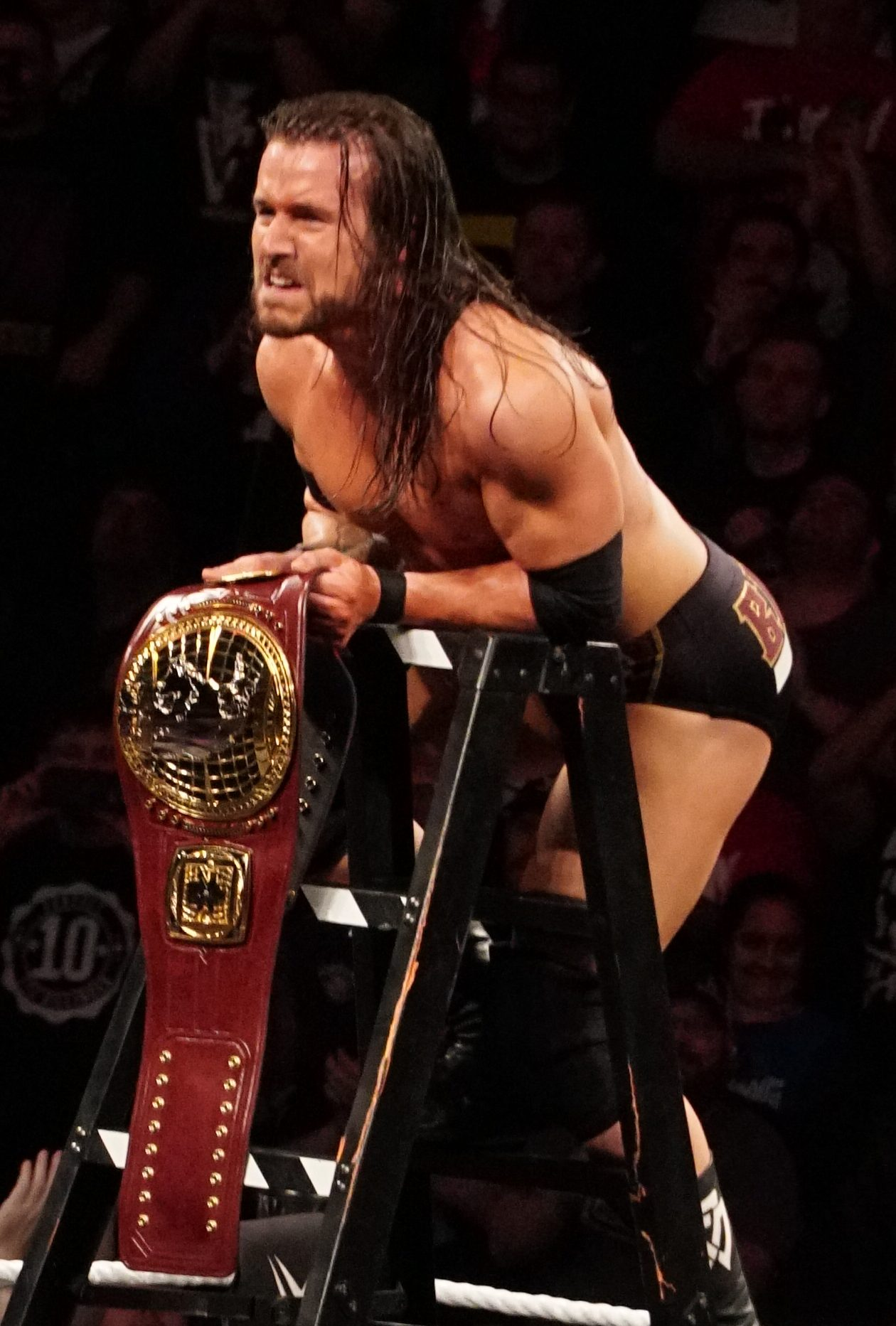
Adam Cole was de inaugurele NXT North American Champion

In 2019 bekwam NXT het derde grootste merk van WWE, toen het gelijknamige televisieprogramma verschoven werd naar het USA Network. Dit betekende dat het NXT North American Championship een van de drie secundaire kampioenschappen is, samen met het United States Championship en het Intercontinental Championship.

## Huidige kampioen
| Huidige kampioen | Datum          | Vorige kampioen | Evenement |
| ---------------- | -------------- | --------------- | --------- |
| Dominik Mysterio | 3 oktober 2023 | Trick Williams  | NXT       |